# حريق برج غرينفيل
في يوم 14 يونيو 2017 أعلن مفوض هيئة حريق لندن أنّ 58 شخص قتلوا وأصيب 30 آخرين من جرّاء حريق هائل شبّ في برج “غرينفيل” غربي لندن بالمملكة المتحدة.
شارك مئات من رجال الإطفاء و45 سيارة إطفاء في الجهود المبذولة للسيطرة على الحريق. كان رجال الأطفاء يحاولون السيطرة على جيوب النيران في الطوابق العليا بعد أن تدمّرت معظم أجزاء المبنى. تم إخلاء السكان من الأبنية المجاورة خوفاً من تضررها إذا ما انهار البرج،  على الرغم من أنه أفيد لاحقاً أن هيكل المبنى لا يزال سليماً.
قد يكون عدد الأشخاص الذين تواجدوا في المبنى حوالي 600 شخص في شقق مكونة من غرفة نوم واحدة أو غرفتين في الوقت الذي نشب فيه الحريق. بعد الساعة 12 ليلاً 14 حزيران (يونيو)، تم تأكيد وفاة 12 شخصاً، ومن المتوقع الإبلاغ عن عددٍ آخر. أبلغت الشرطة عن وجود 200 شخص والعديد من المفقودين. أنقذ رجال الإطفاء نحو 65 شخصاً. كما تمّ تأكيد نقل 75 شخصاً إلى خمس مستشفيات في لندن، منهم 20 في حالةٍ حرجة. وتسبّب استمرار الحرائق في الطوابق العليا إلى مخاوف من انهيار هيكل البناء وإعاقة جهود البحث والإنعاش.
سبب الحريق ليس معروفاً بعد، لكنّ العديد من السكان اشتكوا من سوء أمور السلامة المتعلقة بالحرائق ومن مشاكل أخرى في البناء، وقد تم معالجة ذلك من قبل شركة كينسينغتون وتشيلسي إدارة المستأجرين وهي شركة تعمل بضمان بالنيابة عن كينسينغتون وتشيلسي. حذّرت «منظمة السكان» وهي مجموعة غرينفل العاملة، مراراً وتكراراً من انخفاض مستوى إجراءات السلامة والأمن من الحرائق منذ عام 2013، كما أشارت إلى حرائق سابقة وحوادث ذات علاقة بالحرائق في أبنية أخرى تديرها نفس الشركة، ويعتقد أن السبب يعود إلى سوء إجراءات الحماية من الحرائق وسياسات الإدارة، ومن ذلك إخبار السكان بالبقاء في شققهم في حال نشوب حريق. وحذرت المجموعة في شهر نوفمبر 2016 من أن حريقاً كارثياً قد يُجبر في نهاية المطاف إدارة الأبنية على التعامل مع الاحتياطات الضرورية للحرائق وإجراء الصيانة اللازمة وحسب المعايير المناسبة
قال صادق خان عمدة لندن أن «ثمة أسئلة ينبغي الإجابة عنها» تتعلق بشروط السلامة والأمان من الحرائق في برج غرينفيل. انتقد خان تعليمات السلامة التي تنص على وجوب بقاء الناس في شققهم، تحديداً: «لا يمكننا أنْ نعرّض حياة الناس للخطر بسبب نصائح خاطئة أو عدم إجراء الصيانة اللازمة».
في 16 حزيران (يونيو) 2017، أعلنت رئيسة الوزراء تيريزا ماي عن تخصيص مبلغ 5 ملايين جنيه استرليني لضحايا الحريق في حين خصصت لهم ملاجئ مؤقتة في قاعة البلدية في كينسنغتون وتشيلسي.
يذكر أنه قد تمّ البدء ببناء برج غرينفيل عام 1972 وأنتهى بناؤه عام 1974. يصل ارتفاعه إلى 64.30 متر ويتكون من 24 طابقاً؛ ويتبع منطقة كينسينغتون وتشيلسي.

## تأثير الحريق
نظراً لقرب موقع الحريق من لاتيمير رود (محطة مترو أنفاق لندن)، فقد تم إغلاق خط هامرسميث وسيتي والخط الدائرة من مترو أنفاق لندن جزئياً كما أغلق طريق A40 ويستواي في كلا الاتجاهين، وأجريت تحويلات في مسارات الحافلات.
أُخلي السكان من المباني المجاورة بسبب القلق من احتمال انهيار البرج.
هذا الحريق تبع الانتخابات التشريعية البريطانية 2017 التي أجريت يوم 8 حزيران (يونيو)، والتي لم تسفر عن أغلبية عامة، ومن المتوقع الإعلان عن اتفاقٍ بين حزب المحافظين والحزب الديمقراطي، حيث صرّح الأخير أن الحريق سيؤخر وضع الصيغة النهائية للاتفاقية بين الحزبين وفقاً لهيئة الإذاعة البريطانية بي بي سي، لن يتم الإعلان حتى الأسبوع التالي، وقد يتسبب هذا في تأجيل المحادثات العاجلة بشأن انسحاب المملكة المتحدة من الاتحاد الأوروبي والتي كان من المقرر أن تنعقد.

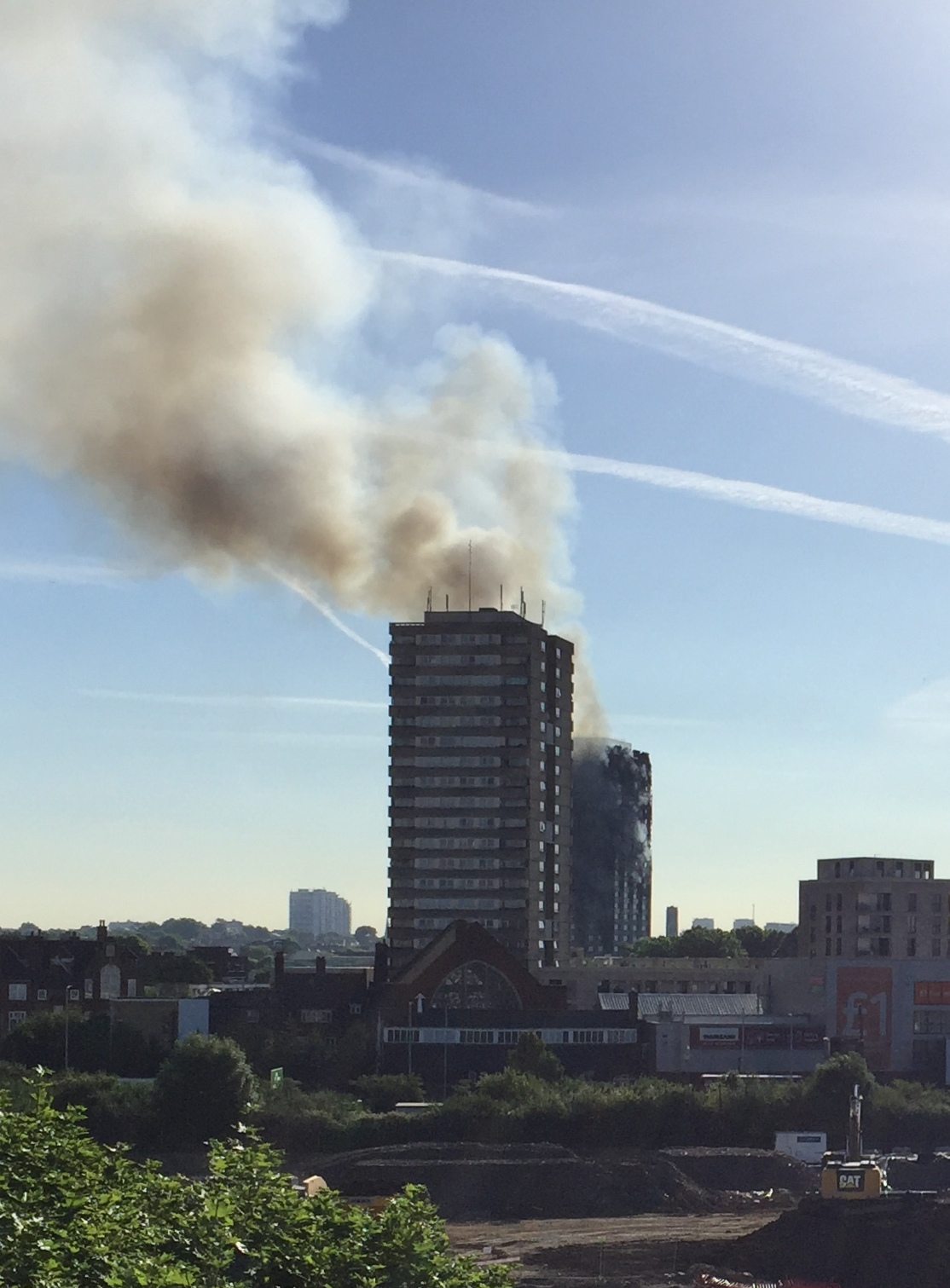
في الصباح كانت أعمدة الدخان لا تزال تُرى على بعد مسافات طويلة. برج غرينفيل هو المبنى الخلفي أما المبنى الأمامي فهو فرينستيد هاوس